# Mariano Rivera
Mariano Rivera (Cidade do Panamá, 29 de novembro de 1969) é um ex-jogador panamenho de beisebol, que jogou a carreira toda pelo New York Yankees da MLB. Era arremessador destro, atuando na sub-posição de fechador, entrando nas últimas entradas da partida, para garantir a vitória de sua equipe.
Rivera começou atuando na sub-posição de arremessador titular pelo New York Yankees na temporada de 1995, sendo posteriormente movido para o bullpen, onde foi bem-sucedido. Depois de atuar como homem de set-up na temporada de 1996, foi convertido para fechador em 1997. Ele continuou nos Yankees até 2013, quando se aposentou.
Rapidamente, Rivera se tornou um dos melhores fechadores da Major League Baseball, tendo vencido o prêmio 'Rolaids Relief of the Year' (dado ao melhor arremessador reserva da Liga em uma temporada) quatro vezes, além de bater vários recordes na MLB.
Para muitos especialistas, Rivera é o maior arremessador reserva da história dos Playoffs da Major League Baseball, e o melhor fechador da história do beisebol. Além de possuir o segundo maior número de salvamentos em uma temporada regular da história da MLB, Rivera é o líder de salvamentos e de ERA das Major Leagues na pós-temporada. Em sua carreira jogando pelos Yankees, Rivera venceu cinco Séries Mundiais e foi eleito para o Jogo das Estrelas da MLB treze vezes.
Rivera era famoso por seu arremesso principal, uma bola rápida que após lançada "quebrava" sutilmente, enganando o rebatedor adversário. Ele foi o último jogador ativo da MLB a usar o uniforme de número 42, o qual foi aposentado em 1997 em homenagem a Jackie Robinson, o primeiro jogador negro da Liga.
Em janeiro de 2019, Rivera foi introduzido no Hall da Fama do Beisebol, se tornando o primeiro jogador a conseguir tal feito unanimemente, com 100% dos votos possíveis.

## Estatísticas
- 13× selecionado para o All-Star Game (1997, 1999, 2000, 2001, 2002, 2004, 2005, 2006, 2008, 2009, 2010, 2011, 2013)
- 5× Campeão da World Series (1996, 1998, 1999, 2000, 2009)
- MVP da World Series: (1999);
- Lider em saves durante a temporada regular (603)
- Líder em saves na pós-temporada (42)

- Vitórias–Derrotas: 82–60
- Saves: 652
- Earned run average: 2,21
- Strikeouts: 1 173